# Вилье-Адам
Вилье-Адам (фр. Villiers-Adam) — муниципалитет во Франции, в регионе Иль-де-Франс, департамент Валь-д'Уаз. Население — 795 человек (2006).
Муниципалитет расположен на расстоянии около 25 км севернее Парижа, 13 км восточнее Сержи.

## Демография
Динамика населения (Cassini и INSEE):